# St. Hubertus (Aachen)

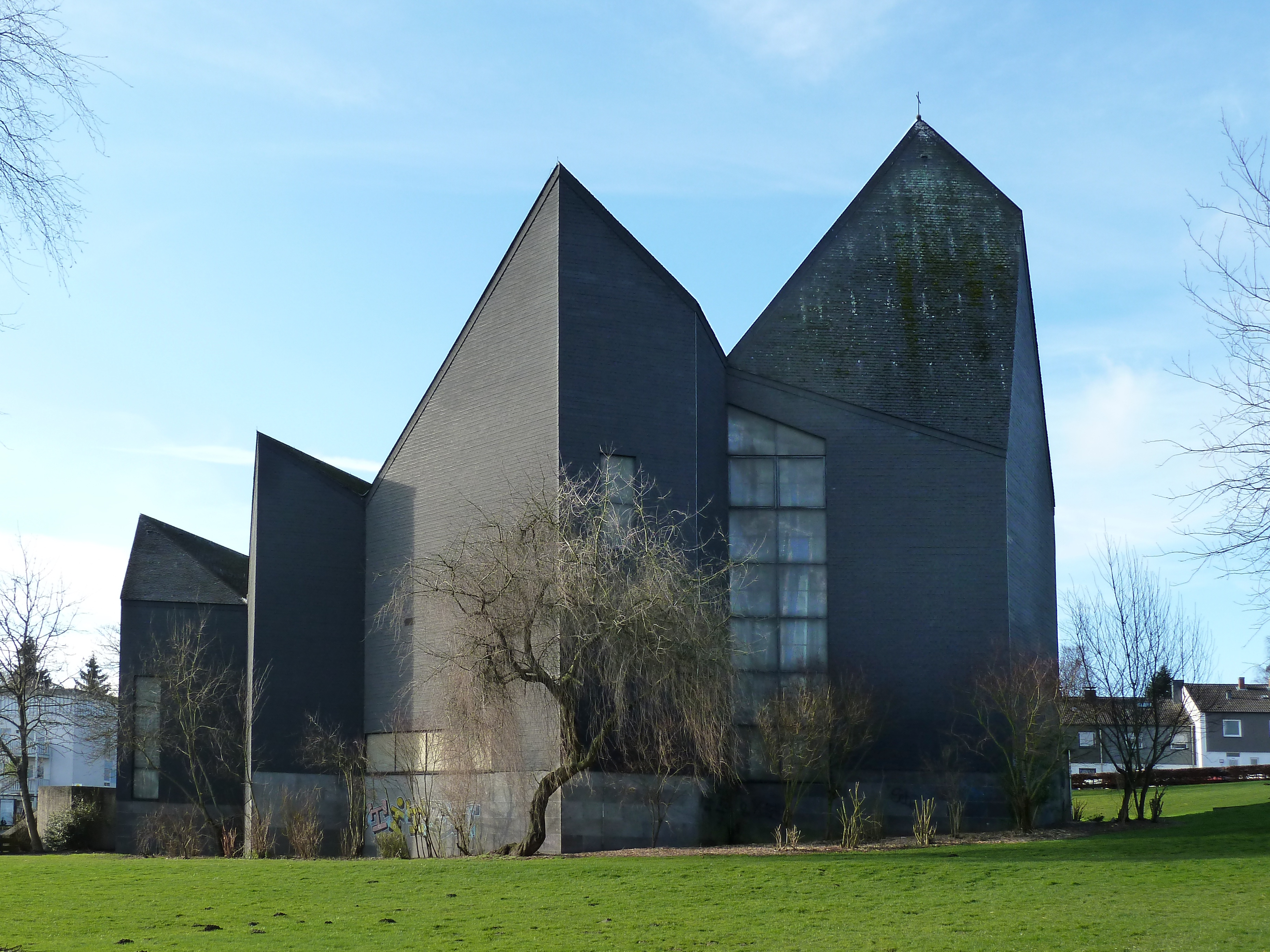
St. Hubertus, Südansicht

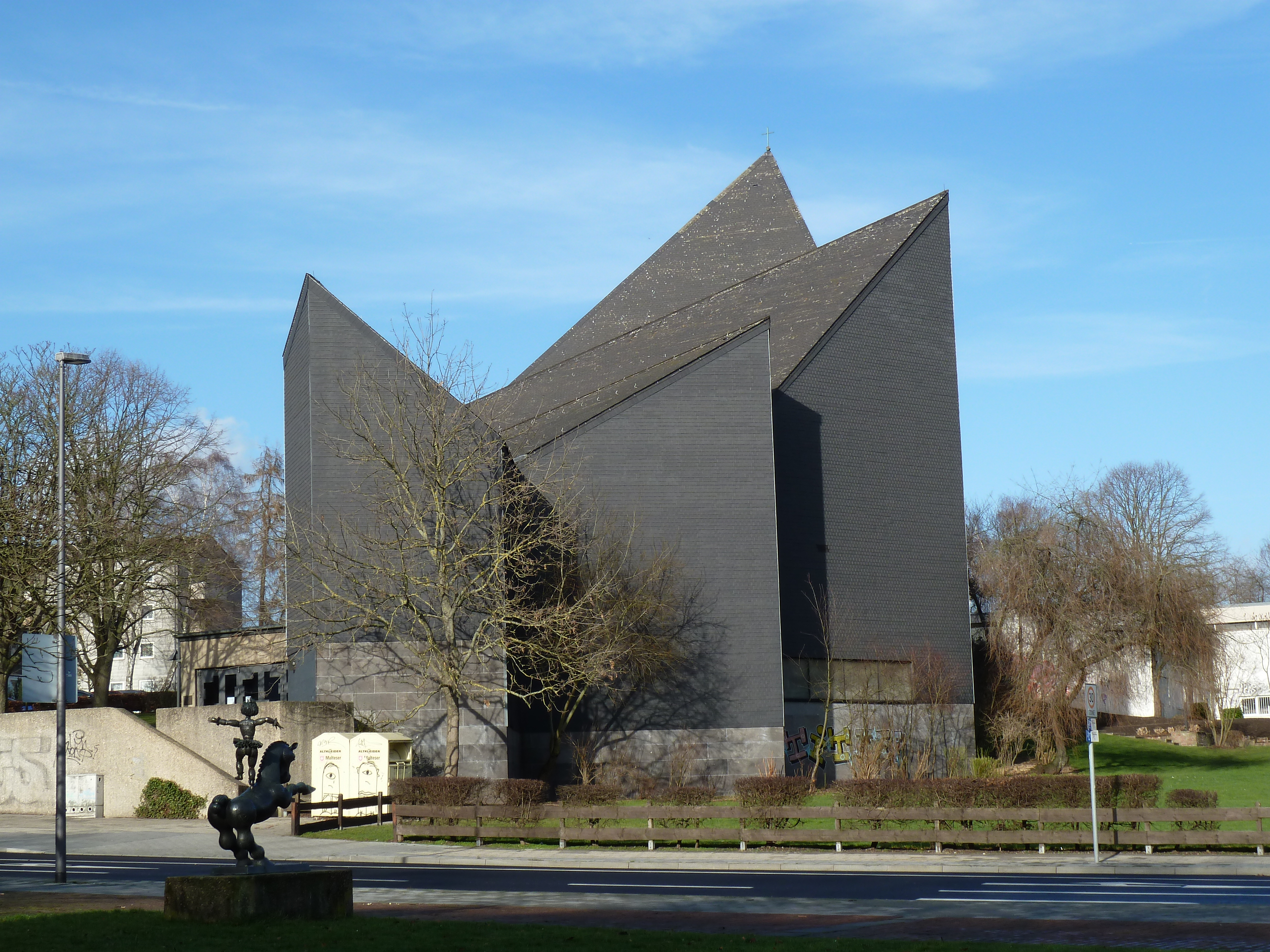
St. Hubertus, Ostansicht

St. Hubertus ist eine römisch-katholische Kirche in Aachen-Hanbruch. Sie wurde von Gottfried Böhm entworfen und 1964 fertiggestellt. Von der Bevölkerung wird sie als „Backenzahn“ oder „St. Backenzahn“ bezeichnet.

## Lage und Gebäude
Die Kirche gehört zur Gemeinschaft der Gemeinden „St. Jakob – GdG Aachen-West“. Sie steht auf einem weitläufigen Grundstück zwischen niedriger Wohnbebauung auf dem Kronenberg im westlichen Stadtteil der in den 1960er-Jahren entstandenen Neubausiedlung Hanbruch.
Das Gebäude gehört in die Reihe der als „Betonfaltwerk“ bezeichneten Kirchenentwürfe Böhms, so wie der 1966 begonnene Nevigeser Wallfahrtsdom.
Das Kirchenschiff erhebt sich über einen breiten Sichtbetonsockel. Die Außenhülle war ursprünglich mit Schiefer bekleidet, später mit Schindeln.
Der Innenraum mit Wänden aus schalungsrauhem Sichtbeton wird durch große Fensterflächen lichtdurchflutet. Der Glaskünstler Ludwig Schaffrath schuf in den Jahren 1987 und 1988 neue Fenster.
Im Inneren steht eine 1974 angefertigte Orgel von Orgelbau Wilbrand aus Übach-Palenberg.

## Ausstellung
Anlässlich aktueller Überlegungen zu Beginn der 2020er Jahre für eine zukünftige Umnutzung oder erweiterte Nutzung der Kirche wurde die RWTH Aachen mit der Planung beauftragt. Daraus entstand die Ausstellung „Vorstadtikone – St. Hubertus von Gottfried Böhm“, die von Studenten des Lehrstuhls für Architekturgeschichte der RWTH Aachen im Jahr 2022 erstellt wurde und öffentlich – unter anderem beim Tag des offenen Denkmals 2022 – präsentiert wurde. Unter dem Motto „Zu Besuch im Backenzahn“ können Interessierte anhand von Informationstafeln, Installationen und Kurzfilmen mehr über die Geschichte und Architektur der Kirche erfahren.